# John Wilson (mathématicien)
Ne pas confondre avec les autres mathématiciens Bertram Martin Wilson et Edwin Bidwell Wilson.
Pour les articles homonymes, voir John Wilson et Wilson.
John Wilson, né le 6 août 1741, à Applethwaite, dans le Westmorland et mort le 18 octobre 1793, à Kendal, dans le Westmorland, est un mathématicien britannique. Il est connu pour avoir énoncé, sans démonstration, un théorème sur les nombres premiers qui porte son nom.
Théorème de Wilson — Tout entier p≥2 est premier si et seulement si {\displaystyle (p-1)!+1=0\ \mathrm {modulo} \ p}.
Wilson étudie à l'université de Cambridge, à Peterhouse. Il y est un étudiant de Edward Waring. 
Il devient membre de la Royal Society en 1782. 
Il se consacre ensuite au barreau.

## Référence
(en) « John Wilson », dans Sidney Lee (éd.), Dictionary of National Biography, vol. 62, London, Smith, Elder and Co, 1900 (lire en ligne), p. 107